# أوسكار مونيوث
أوسكار مونيوث (بالإسبانية: Óscar Muñoz Oviedo) هو لاعب تايكوندو كولومبي، ولد في 9 مايو 1993 في فاليدوبار في كولومبيا.

## وصلات خارجية
- أوسكار مونيوث على موقع TaekwondoData.com (الإنجليزية)
- أوسكار مونيوث على موقع أوليمبيديا (الإنجليزية)